# Chương An Quán Đính
Chương An Quán Đính (chữ Hán: 章安灌頂; 561-632), pháp hiệu Quán Đính (灌頂, còn được đọc là Quán Đỉnh), là một cao tăng Phật giáo. Đương thời, dân gian xưng tụng Sư là Chương An đại sư, Chương An tôn giả. Sư là đồ đệ của Trí Giả đại sư, tam tổ của Thiên Thai tông. Sư được ghi nhận có nhiều đóng góp với văn hóa Phật giáo, chỉnh lý Thiên Thai tam đại bộ, được tôn xưng là tứ tổ của Thiên Thai tông.

## Đạo nghiệp
Sư nguyên mang họ Ngô, tự là Pháp Vân (法雲), sinh năm 561, người Chương An (nay thuộc huyện Lâm Hải), Triết Giang. Nguyên tổ tại Nghĩa Hưng, Thường Châu.
Do thân phụ mất sớm, ông được một tay thân mẫu nuôi dưỡng. Năm lên 7, theo sư Tuệ Chửng chùa Nhiếp Tĩnh xuất gia. Đến năm 20 tuổi, Sư thọ cụ túc giới.
Năm 583, Sư đến chùa Quang Trạch, thụ giáo và trở thành đồ đệ của sư Trí Nghĩ. Năm 584, sư Trí Nghĩ giảng Pháp Hoa kinh tại chùa Quang Trạch, được Sư ghi chép lại, về sau chỉnh lý thành tập "Pháp Hoa văn cú".
Trong những năm sau đó, Sư theo hầu hạ thầy khắp nơi, từ chùa Ngọc Tuyền, chùa Thiện Chúng (đều ở Dương Châu), rồi lại về núi Thiên Thai.
Năm 597, Trí Nghĩ qua đời. Sư kế tục tại chùa Quốc Thanh, núi Thiên Thai, tiếp tục chỉnh lý các bài giảng của thầy. Trong số đó, đặc biệt là các bài giảng tại chùa Ngọc Tuyền Dương Châu, thành các tập "Pháp Hoa huyền nghĩa", "Ma Ha chỉ quan".
Năm 602, Sư vào Tuệ Nhật đạo tràng. 　
Năm 632, Sư tạ thế tại chùa Quốc Thanh núi Thiên Thai, thọ 72 tuổi.

## Trước tác
- Niết Bàn huyền nghĩa
- Niết Bàn kinh sơ
- Quan tâm luận
- Quốc Thanh bách lục
- Thiên Thai bát giáo đại ý